# 共伸 (栃木県)
株式会社共伸（きょうしん、英: KYOSHIN CO.,LTD.）は日本の企業である。共伸という名前の企業は日本に複数存在するが当項目では栃木県那須塩原市に本社を置く企業について記述する。

## 事業内容
樹脂の加工や医療機器の試作設計を行っている。

## 沿革
- 1964年1月 - 東京都狛江市にて前田製作所として創業
- 1969年11月 - 株式会社 共伸製作所設立
- 1970年5月 - 栃木県黒磯市東原へ本社新築移転
- 1985年8月 - 現在地に新社屋完成
- 1989年10月 - 樹脂成形工場増設
- 1990年9月 - 社名を株式会社 共伸に変更
- 1994年6月 - 組立自動機工場増設
- 1997年6月 - 第二工場増設
- 1999年3月 - ISO9001認証取得
- 2003年1月 - 開発工場増設
- 2003年8月 - 私募債発行
- 2004年10月 - メディカル事業部を新設
- 2005年10月 - ISO14001の取得